# دوور پلینز (نیویورک)
دوور پلینز (به انگلیسی: Dover Plains) یک منطقهٔ مسکونی در ایالات متحده آمریکا است که در نیویورک واقع شده‌است. دوور پلینز ۱٫۷۹ کیلومتر مربع مساحت و ۱٬۳۲۳ نفر جمعیت دارد و ۱۲۱٫۹۲ متر بالاتر از سطح دریا واقع شده‌است.